# ويلي غراف
ويلي غراف (بالإنجليزية: Willi Graf)‏ (و. 1918 – 1943 م) هو طبيب عسكري، ومقاوم عسكري ألماني، ولد في أويسكيرشن، وكان عضوًا في الوردة البيضاء، توفي في ميونخ، عن عمر يناهز 25 عاماً، بسبب مقصلة.

## التعليم
تعلم في جامعة بون.

## جوائز
حصل على جوائز منها:
- الدكتوراه الفخرية من معهد كارلسروه للتكنولوجيا ‏ (2006).

## روابط خارجية
- ويلي غراف على موقع الموسوعة البريطانية (الإنجليزية)